# Meloxicam
El meloxicam es un fármaco inhibidor de la ciclooxigenasa (presenta más afinidad por la Cox2) del grupo de los  antiinflamatorios no esteroideos (AINE). Es un derivado del oxicam, estrechamente relacionado con el piroxicam.
Se usa para aliviar los síntomas de la artritis, la dismenorrea primaria o la fiebre y como analgésico, especialmente cuando va acompañado de un cuadro inflamatorio. Este medicamento está indicado principalmente para el tratamiento de los síntomas derivados de la artritis reumatoide y de la osteoartritis. Sus efectos analgésicos comienzan el alivio del dolor entre 30 y 60 minutos después de su consumo.
Los ensayos clínicos publicados en 2009 y 2010 sobre el meloxicam han confirmado su eficacia como anticonceptivo de emergencia. Según Horacio Croxatto, del Instituto Chileno de Medicina Reproductiva (ICMER), si nuevos estudios corroboran estos hallazgos, podría reemplazar a otros anticonceptivos de emergencia, como el acetato de ulipristal, la mifepristona y el levonorgestrel.

## Historia
El meloxicam fue desarrollado por la empresa Boehringer Ingelheim.[cita requerida]

## Farmacocinética
Tras ingerir el meloxicam, este se absorbe completamente, y alcanza una concentración máxima plasmática en 2 a 4 horas. Los antiácidos y los alimentos no modifican la rapidez ni la magnitud de su absorción. Sufre una importante recirculación enterohepática, lo que le da una semivida prolongada (50 horas, aproximadamente, aunque varía mucho de persona a persona).[cita requerida]
Se une de manera extensa a las proteínas plasmáticas (99%) y se distribuye al líquido sinovial, donde alcanza el 50% de la concentración plasmática, aproximadamente (aunque, después de 7-12 días, las concentraciones son aproximadamente iguales en el plasma y en el líquido sinovial). La principal transformación metabólica es la hidroxilación, mediada por citocromo P-450, y la glucuronidación, de manera que solo el 5-10% se excreta por la orina y por las heces sin metabolizar.[cita requerida]

## Mecanismo de acción
El meloxicam es un AINE (antiinflamatorio no esteroideo) perteneciente al grupo de los ácidos enólicos, y está relacionado estructuralmente con el piroxicam. El meloxicam disminuye significativamente síntomas como dolor y rigidez, con una baja incidencia de efectos secundarios gastrointestinales. Este fármaco posee cualidades antiinflamatorias, analgésicas y antipiréticas. Su mecanismo de acción está relacionado con la inhibición selectiva, a dosis terapéuticas, de la ciclooxigenasa(COX).

## Efectos secundarios
El uso del meloxicam puede provocar toxicidad gastrointestinal y hemorragia, deposición de heces de color muy oscuro o negras (signo de hemorragia intestinal), tinnitus, dolor de cabeza y prurito. El riesgo de sufrir efectos secundarios es más bajo que el relacionado con el uso de otros AINE como diclofenaco, naproxeno o piroxicam. El meloxicam no llega a interferir significativamente en la función plaquetaria. Las personas con antecedentes familiares de enfermedades cardiovasculares o accidentes cerebrovasculares deben ser precavidos, ya que los posibles efectos secundarios cardiovasculares de este medicamentos pueden ser graves en grupos de riesgo.
En octubre de 2020, la Administración de Drogas y Alimentos de los Estados Unidos (FDA) requirió que la etiqueta del medicamento se actualizara para todos los medicamentos antiinflamatorios no esteroides para describir el riesgo de problemas renales en los bebés por nacer que resultan en un nivel bajo de líquido amniótico. Recomiendan evitar los AINE en mujeres embarazadas a las 20 semanas o más tarde del embarazo.

## Uso veterinario

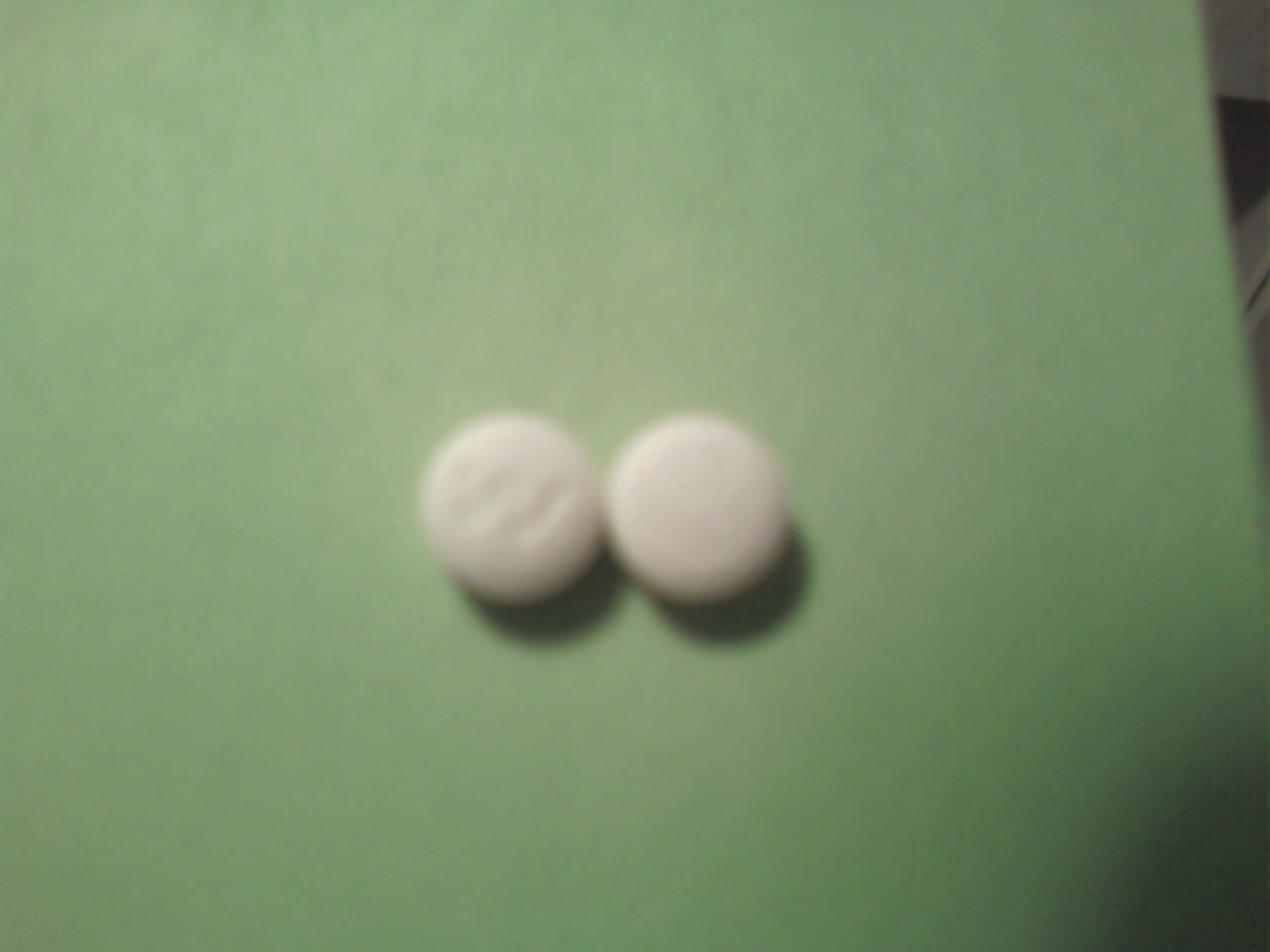
Dos píldoras de Meloxicam de 15 mg (dosis de 30 mg).

El meloxicam también se usa en la rama veterinaria. Productos de meloxicam se han fabricado y utilizado para diferentes especies del reino animal, con su principal aplicación en perros y gatos, pero también en bovinos, cerdos, caballos y cobayas.También se ha investigado como una alternativa al diclofenaco por la Real Sociedad para la Protección de las Aves (RSPB) para prevenir las muertes de buitres.
Dependiendo de la especie, cada país o unión de países aplica diferentes directrices o marcos legales para el uso del medicamento, así como diferentes efectos secundarios registrados. Algunos de los efectos secundarios por el uso de meloxicam en animales, mencionados en la Agencia Europea de Medicamentos (EMA), son similares a los de los humanos, como irritación intestinal (vómitos, náusea y ulceración) y más improbables son efectos de toxicidad hepática y renal.

### El uso de Meloxicam en gatos
La cuestión del uso de meloxicam en gatos implica directrices contradictorias, legislaciones diferentes y un estrecho margen de seguridad terapéutica que fácilmente puede convertir el fármaco de una cura a un veneno. Específicamente:

#### Política de EE. UU. vs Política de la UE
La FDA  (Food & Drug Administration) aprueba el uso de meloxicam en gatos sólo en forma inyectable y sólo para una única inyección antes de la cirugía. No aprueba la suspensión oral de meloxicam para gatos ni aprueba el aerosol transmucoso de meloxicam para gatos porque después de revisar numerosos informes de efectos secundarios del meloxicam en gatos, ha identificado muchos casos de insuficiencia renal aguda y muerte y ha agregado el siguiente mensaje de advertencia en un recuadro a los productos: "El uso repetido de meloxicam en los gatos se ha asociado con insuficiencia renal aguda y muerte. No administre meloxicam adicional inyectable u oral a los gatos. Consulte las contraindicaciones, advertencias y precauciones para obtener información detallada."
Por el contrario, en la Unión Europea y otros continentes o países se permite el uso del fármaco en gatos sin ninguna advertencia similar.El prospecto del medicamento indica que: "Ocasionalmente se han registrado reacciones adversas típicas de los AINE, tales como pérdida del apetito, vómitos, diarrea, sangre oculta en las heces, apatía e insuficiencia renal. Estas reacciones adversas en la mayoría de casos, son transitorias y desaparecen al finalizar el tratamiento, pero en muy raros casos pueden ser graves o mortales."Es digno de mención también que, en enero de 2024, la Agencia Europea de Medicamentos (EMA), tras una reunión del Comité de Medicamentos Veterinarios (CVMP), emitió una "Opinión" positiva sobre un cambio en la autorización de uso del producto de meloxicam Metacam en cuanto al tratamiento posterior por vía oral tras la administración inicial inyectable en gatos. Este cambio sigue siendo considerado una "Opinión", mientras que el medicamento continúa estando aprobado normalmente.
Además de la evidente diferencia en las políticas sobre este tema, también se refleja la enorme disparidad en los hallazgos entre EE. UU. y la UE. Específicamente, repitiendo lo mencionado anteriormente, en EE. UU. se observan numerosos informes de efectos secundarios, entre los cuales hay muchos casos de insuficiencia renal aguda y muerte, mientras que en la UE los efectos secundarios se mencionan de manera ocasional, suelen ser transitorios y solo en casos muy raros causan la muerte. Para entender la brecha con números, en el mismo prospecto del medicamento, "muy frecuente" se define como más de 1 de cada 10 animales en tratamiento, mientras que "muy raro" se define como menos de 1 de cada 10.000 animales en tratamiento.
Finalmente, los datos anteriores demuestran que la muerte de un gran número de gatos en una región extensa, como es la de los Estados Unidos, no es suficiente para provocar un cambio de política a nivel mundial. Por el contrario, cada país o unión de países espera sus propias muertes antes de tomar medidas similares.

#### Instrucciones Contradictorias de Productos por País
El meloxicam se comercializa bajo los nombres: Loxicom, Metacam, Meloxidyl, Melosus, Meloxoral, entre otros. En el sitio web oficial de al menos dos de estos productos, se observa que al cambiar la selección del país, también se modifican las instrucciones de uso, las cuales se adaptan a las políticas nacionales correspondientes. Específicamente:
En España y en otros países de la Unión Europea, el producto de meloxicam Meloxidyl de Ceva está disponible de forma normal, diseñado específicamente para gatos, tanto en forma inyectable como en forma de suspensión oral.Sin embargo, la página principal del sitio web oficial del mismo producto de meloxicam, con dominio .com, incluye el mensaje de advertencia de la FDA en un recuadro negro y, además, abajo de todo se menciona: "Información importante sobre la seguridad: NO USE LA SUSPENSIÓN ORAL EN GATOS. La insuficiencia renal aguda y la muerte se han asociado con el uso de meloxicam en gatos."
De manera similar, ocurre con el sitio web del producto Metacam de Boehringer-Ingelheim. En la versión estadounidense del sitio web, al consultar el producto METACAM® (suspensión oral de meloxicam) de la categoría de animal health products, se abre una nueva página, donde en la parte inferior, con un fondo oscuro e inamovible, se lee: "INFORMACIÓN IMPORTANTE DE SEGURIDAD. METACAM® (suspensión oral de meloxicam) está destinado solo para su uso en perros. La solución inyectable METACAM (meloxicam) ha sido aprobada para su uso en perros o gatos (no está indicada para la osteoartritis en gatos). El uso repetido de meloxicam en gatos se ha asociado con insuficiencia renal aguda y muerte. No administre meloxicam inyectable o oral adicional en gatos." Sin embargo, en la búsqueda de productos en el mismo sitio web, pero al seleccionar un país de la Unión Europea, aparece el producto Metacam 0,5mg/ml para gatos. Al hacer clic en el enlace, se abre una nueva página donde se menciona su uso tanto en gatos como en perros.
Según lo anterior, se observa que el mismo producto, cuando se utiliza para la misma especie (gatos), presenta diferencias extremas a nivel mundial: en algunos lugares se advierte sobre incidentes frecuentes de muerte, mientras que en otros está disponible en el mercado y se utiliza incluso para casos simples de alivio del dolor articular.

#### Dosificación y Rango de Seguridad
El prospecto de los productos de meloxicam para gatos también establece que: "Meloxicam tiene un estrecho margen terapéutico en gatos, por ello se pueden observar signos clínicos de sobredosificación a niveles relativamente bajos de sobredosificación."La política de dosificación de los productos de meloxicam para gatos, tal como se describe en los folletos, define la cantidad administrada como proporcional al peso corporal. No existe una pauta de dosificación separada para gatos con sobrepeso u obesidad. Para gatos ancianos tampoco existe una pauta de dosificación separada.
La información anterior es importante, ya que al dirigir la atención brevemente al ámbito humano, donde se han realizado más estudios, existen opiniones médicas que sostienen que la dosificación estándar de algunos medicamentos puede llevar a toxicidad si no se consideran factores como la obesidad o la edad del paciente. Teniendo en cuenta lo mencionado anteriormente y volviendo al mundo de los gatos, dado que el margen terapéutico de seguridad se considera estrecho, es cuestionable si los niveles relativamente bajos de sobredosis se refieren exclusivamente a un uso de dosis ligeramente mayor que la estándar, o si factores como la obesidad o/y la edad pueden convertir incluso la dosificación estándar en sobredosis. Sin embargo, en el prospectono se menciona ninguna recomendación para modificar la dosificación en tales casos y no parece que se hayan realizado investigaciones relacionadas.

## Meloxicam, posible anticonceptivo de emergencia no hormonal
Los ensayos clínicos publicados en 2009 y 2010 sobre el meloxicam han confirmado su eficacia como anticonceptivo de emergencia. Según Horacio Croxatto (del Instituto Chileno de Medicina Reproductiva (ICMeR), si nuevos estudios corroboran estos hallazgos, podría reemplazar a otros anticonceptivos de emergencia (como el acetato de ulipristal, la mifepristona y el levonorgestrel).
El meloxicam es un AINE (antiinflamatorio no esteroideo, inhibidor de la ciclooxigenasa 2, COX2) utilizado habitualmente como analgésico, antiinflamatorio y antipirético -en procesos artríticos-, de fácil acceso y reducido precio, ha demostrado (estudios de 2009 y 2010) que inhibe la ovulación (impide la rotura del folículo que contiene el óvulo, por lo que este no podría ser fecundado), tomado en dosis de 30 mg durante cinco días seguidos después de la relación sexual se comporta como un eficaz anticonceptivo de urgencia. El meloxicam no altera el sistema endocrino y no causa alteraciones menstruales. Uno de los estudios ha sido llevado a cabo por Cristián Jesam, Ana María Salvatierra, Jill L. Schwartz y Horacio B. Croxatto, investigadores del Instituto Chileno de Medicina Reproductiva (ICMeR) y de la Facultad de Química y Biología, de la Universidad de Santiago de Chile.

## Marcas de comercialización
Los nombres comerciales con los que se comercializa el meloxicam en Europa son, entre otros:
- Tenaron
- Aliviodol
- Melox
- Meloxicam
- Mobec
- Movalis
- Recoba

Los nombres comerciales con los que se comercializa el meloxicam en España son, entre otros:
- Anaxicam
- Ecax
- Ilacox
- Mavicam
- Melocam
- Mobic
- Mobicox
- Tenaron

Algunas de las formulaciones veterinarias son:[cita requerida]
- Maxicam (Reco)
- Meloxidyl
- Metacam
- Moxen
- Petcam
- Meloxivet